# إكسبيريا بلاي
اكسبيريا بلاي (بالإنجليزية: Xperia Play)‏ هو هاتف ذكي من سوني موبايل كوميونيكيشنز يعمل بنظام أندرويد، تم طرحه في الأسواق في 1 أبريل 2011.

## الخصائص
- نظام التشغيل: أندرويد
- الكاميرا الخلفية: 5.1 ميجابكسل
- الشاشة: شاشة لمس
- الوزن: 175 غ (6.2 أونصة)
- المعالج: 1 جيجا هرتز
- الذاكرة: 512 ميجابايت